# J.C. Flowers & Co. LLC
J.C. Flowers & Company, LLC ist eine Private-Equity-Gesellschaft, die 2002 von J. Christopher Flowers, einem ehemaligen Goldman-Sachs-Partner, gegründet wurde. J.C. Flowers ist unter den ausschließlich auf den Finanzdienstleistungssektor konzentrierten Finanzinvestoren nach eigenen Angaben der weltweit größte. Insgesamt hat J.C. Flowers bisher rund neun Milliarden US-Dollar investiert, verteilt auf über 20 Einzeltransaktionen. Mehr als die Hälfte dieses Investitionskapitals ist in sieben europäischen Transaktionen gebunden (Stand Mai 2008).
Auf dem deutschen Markt ist Flowers seit 2004 aktiv. Flowers hält unter 10 % der HRE und rund 10 % an der HSH Nordbank.
J.C. Flowers & Co hat bisher zwei Private-Equity-Fonds aufgelegt, J.C. Flowers I L.P. (2007 mit über sieben Milliarden US-Dollar Investitionskapital geschlossen) und J.C. Flowers II L.P.
Das Unternehmen hat Büros in New York City (Hauptsitz) und London. In Europa wurden die Geschäfte von J.C. Flowers durch Ravi Sinha geführt.

## Investments
J.C. Flowers ist beteiligt an folgenden Unternehmen:
- Enstar Group
- Shinsei Bank, Ltd.
- NIBC Bank NV
- Fox-Pitt, Kelton, Cochran, Caronia Waller LLC
- HSH Nordbank: 26,58 % (die Anteile wurden im Oktober 2006 von der WestLB übernommen), sowie anteilsmäßige Beteiligung an weiteren Kapitalzuführungsmaßnahmen

J.C. Flowers war auch beteiligt an:
- Hypo Real Estate: 24,9 %, von 24. Juni 2008 bis 13. Oktober 2009 (Squeeze-out durch SoFFin)